# ام‌وی رتریور
ام‌وی رتریور (به انگلیسی: MV Retriever) یک کشتی بود که طول آن ۱۱۴ فوت ۲ اینچ (۳۴٫۸۰ متر) بود. این کشتی در سال ۱۹۵۴ ساخته شد.